# Commentariolus

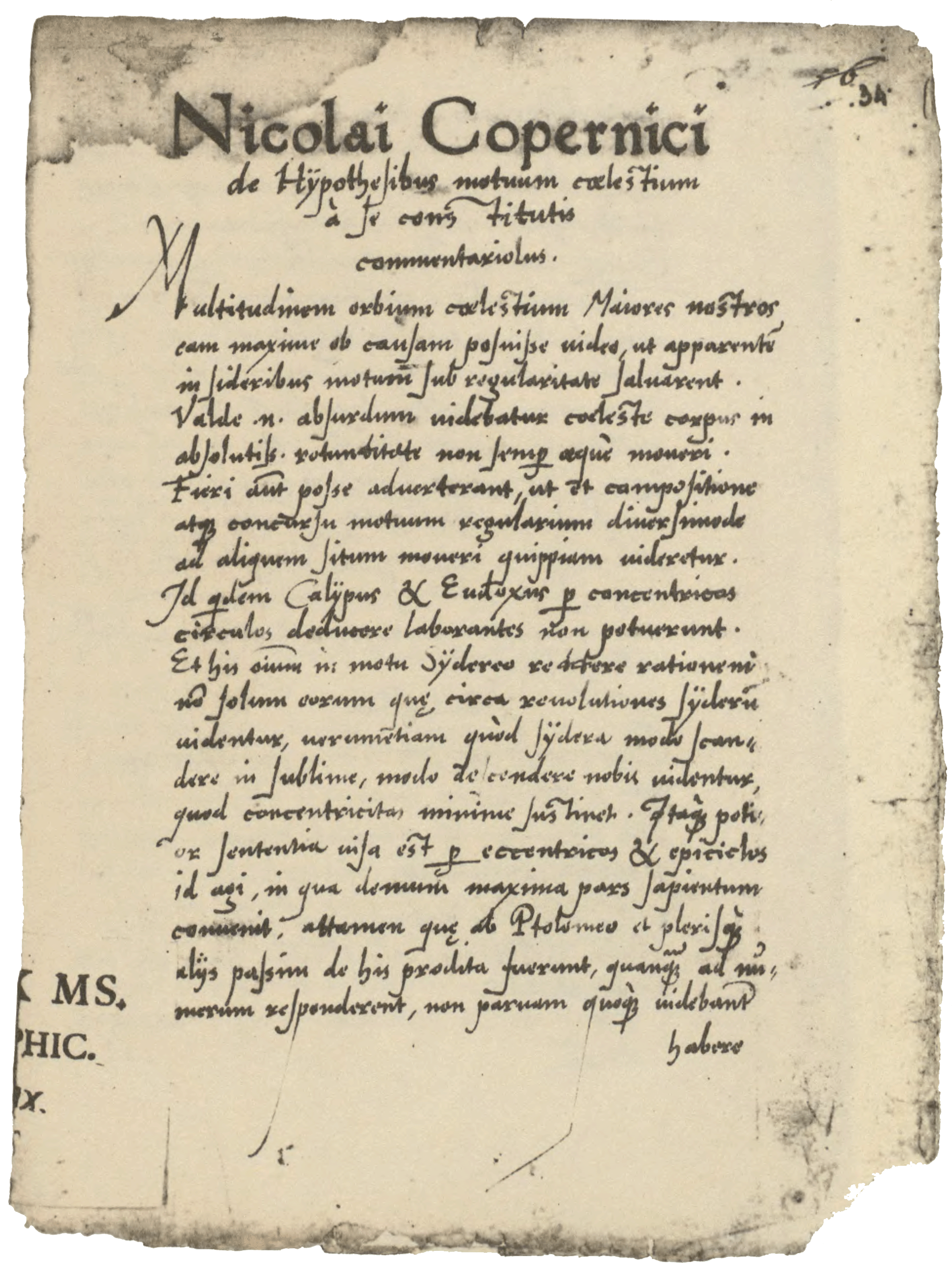
Titelseite des Wiener Manuskriptes

Commentariolus (lateinisch für kleiner Kommentar) ist die Kurzbezeichnung eines erst 1877 wieder aufgefundenen Manuskriptes, dessen Text Nikolaus Kopernikus zugeschrieben wird. Es trägt den vollständigen Titel Nicolai Copernici de hypothesibus motuum coelestium a se constitutis commentariolus (etwa: Nikolaus Kopernikus’ kleiner Kommentar über die Hypothesen der Bewegungen der Himmelskörper, die von ihm selbst aufgestellt wurden). Die Existenz des Commentariolus war zuvor nur durch eine kurze Bemerkung des dänischen Astronomen Tycho Brahe in einem seiner Werke bekannt. Er entstand deutlich vor der Veröffentlichung von Kopernikus’ Hauptwerk De revolutionibus orbium coelestium. Kopernikus entwarf darin bereits sein heliozentrisches Weltbild, bei dem sich alle Planeten einschließlich der Erde um die Sonne bewegen, ohne es jedoch mathematisch zu fundieren.
Gegenwärtig sind drei Exemplare des Commentariolus bekannt, die sich durch kleine Fehler bei der Abschrift voneinander unterscheiden und in Bibliotheken von Wien, Stockholm und Aberdeen aufgefunden wurden. Ein auf Kopernikus zurückgehendes Autograph wurde bislang nicht entdeckt. Der genaue Zeitpunkt der Niederschrift des Commentariolus durch Kopernikus ist nicht bekannt. Er entstand wahrscheinlich vor Mai 1514. Meist wird angenommen, dass der Commentariolus etwa um 1509 entstanden sei, also gegen Ende von Kopernikus’ Aufenthalt in Heilsberg. Über die zeitgenössische Verbreitung und Rezeption des Commentariolus ist nichts Gesichertes überliefert.

## Fundgeschichte

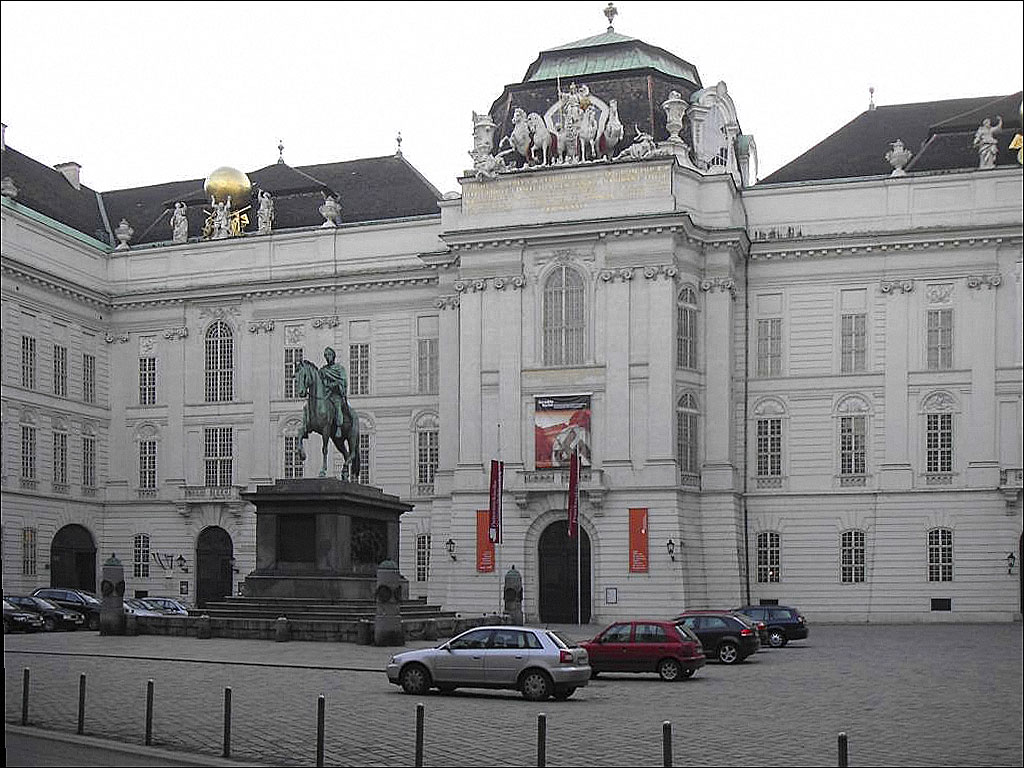
In der Wiener Hofbibliothek entdeckte Maximilian Curtze 1877 das erste heute bekannte Exemplar des Commentariolus.

Das erste Exemplar des Commentariolus wurde 1877 von Maximilian Curtze in der Wiener Hofbibliothek entdeckt. Er fand es in einem unter der Ordnungsnummer 10530 registrierten Quartband, der aus 45 Seiten bestand. Dieses Exemplar war gemeinsam mit einem Vor- und einem Nachblatt in einen Pappband mit Pergamentrücken und grünmarmorierten Papierüberzug gebunden und enthielt zwei Manuskripte. Die 215 Millimeter hohen und 170 Millimeter breiten Blätter wiesen zwei unterschiedliche Nummerierungen auf. Eine ältere Nummerierung beginnt mit Blatt 26 und endet mit Blatt 67. Das Blatt mit der Nummer 60 fehlt. Die neuere Nummerierung ist durchgehend und umfasst die Seitenzahlen 1 bis 45. Blatt 26 bis 55 enthalten eine von Tycho Brahes Assistenten Longomontanus stammende Abhandlung über den Kometen von 1590, die Longomontanus seinem Freund Johannes Eriksen widmete. Die Widmung ist auf den 18. Juli 1600 datiert. Das zweite Manuskript trägt den Titel Nicolai Copernici de hypothesibus motuum coelestium a se constitutis commentariolus und umfasst die Blätter 56 bis 67. Curtze veröffentlichte 1878 im ersten Heft der Mitteilungen des Coppernicus-Vereins für Wissenschaft und Kunst zu Thorn einen knapp kommentierten Abdruck des Textes.
Ein fehlender Textabschnitt, der den größten Teil von Kopernikus Mondtheorie enthält, konnte drei Jahre später durch einen weiteren Manuskriptfund in Stockholm ergänzt werden. In der zur Kungliga Biblioteket gehörenden Bibliothek des Stockholmer Observatoriums wurde 1881 ein vollständiges Exemplar entdeckt. Es war mit der Basler Ausgabe von De revolutionibus orbium coelestium gebunden und gehörte Johannes Hevelius. Es trägt keine Signatur.
Anfang der 1960er Jahre sichtete William Persehouse Delisle Wightman (1899–1983) die aus dem 16. Jahrhundert stammenden wissenschaftlichen Schriften, die in der Bibliothek der Universität von Aberdeen aufbewahrt wurden. Im 1962 veröffentlichten zweiten Band der von ihm erstellten und kommentierten Bibliografie dieser Schriften vermerkte er eine Einzelseite, die zum Commentariolus gehört. Das Blatt war in einem Band aus Duncan Liddels Nachlass enthalten und befand sich zwischen den Seiten einer im Besitz des King’s College befindlichen Basler Ausgabe von De revolutionibus orbium coelestium mit der Signatur „pi f521 Cop 2²“. Aufgrund der Nachforschungen von Jerzy Dobrzycki wurde drei Jahre später klar, dass dieser Band eine dritte Abschrift des Commentariolus enthielt.

## Inhalt

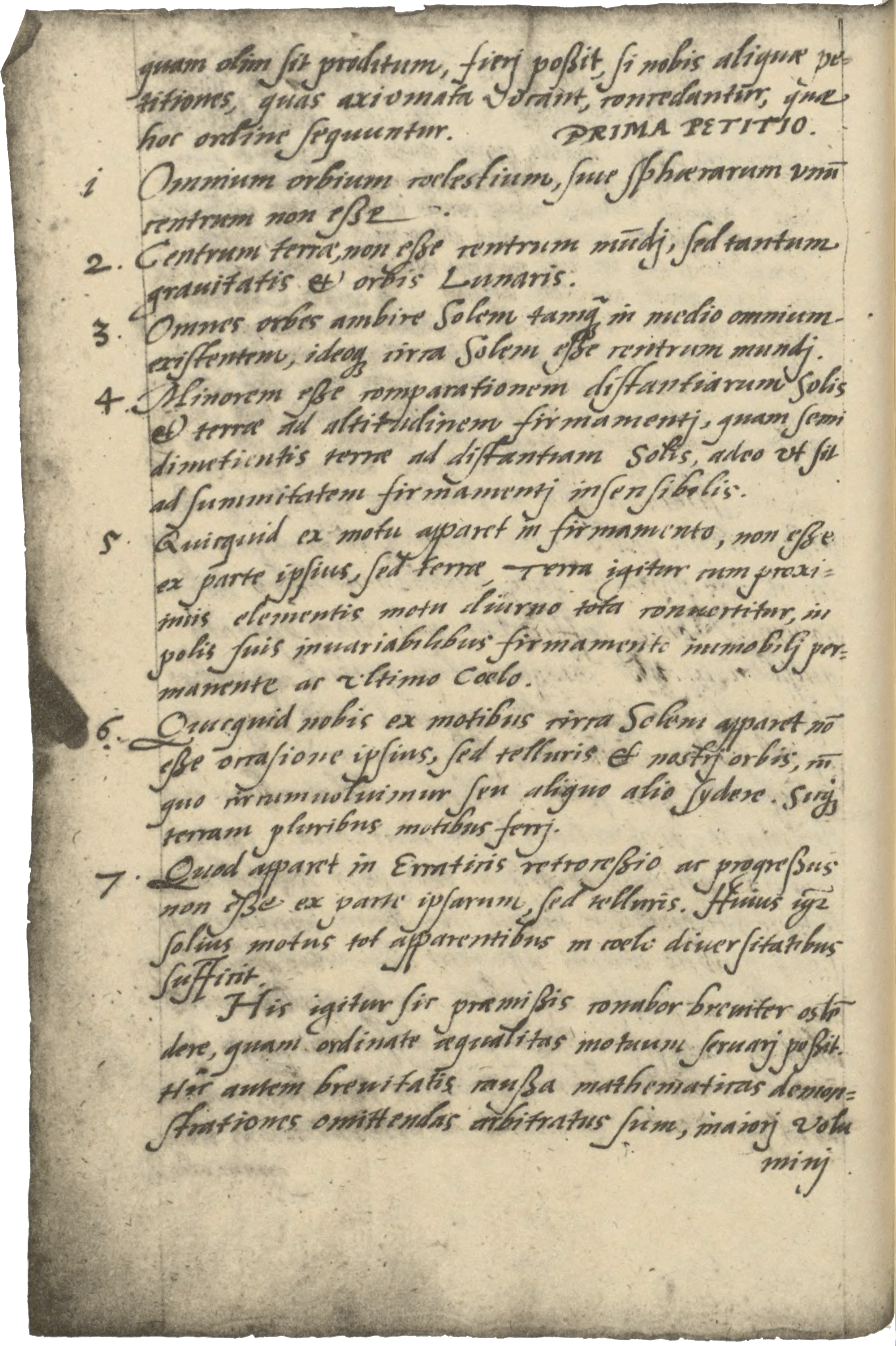
Blatt 2 des Stockholmer Manuskriptes des Commentariolus mit den „Petitiones“.

Kopernikus würdigte in seinem knappen Vorwort zunächst die von Eudoxos von Knidos geschaffene und von Kallippos von Kyzikos weiterentwickelte Theorie der homozentrischen Sphären, die es ermöglichte die am Himmel beobachteten unregelmäßigen Bewegungen der Planeten durch zusammengesetzte regelmäßige Kreisbewegungen zu beschreiben. Er beklagte aber gleichzeitig deren ungenügende Übereinstimmung mit den Beobachtungsergebnissen. Der Epizykeltheorie des Claudius Ptolemäus bescheinigte Kopernikus zwar eine gute Vorhersage der Position der Planeten am Himmel, war aber mit dessen Aufgabe der Regelmäßigkeit der Planetenbewegung nicht einverstanden.
Kopernikus führte seine Überlegungen, wie eine vollkommene gleichförmige Kreisbewegung der Planeten zu retten sei, auf folgende, im Anschluss an die Vorrede aufgeführten, „Grundsätze“ zurück:

„1. Für alle Himmelskreise oder Sphären gibt es nicht nur einen Mittelpunkt.

2. Der Erdmittelpunkt ist nicht der Mittelpunkt der Welt, sondern nur der der Schwere und des Mondbahnkreises.

3. Alle Bahnen umgeben die Sonne, als stünde sie in aller Mitte, und daher liegt der Mittelpunkt der Welt in Sonnennähe.

4. Das Verhältnis der Entfernung Sonne – Erde zur Höhe des Fixsternhimmels ist kleiner als das vom Erdhalbmesser zur Sonnenentfernung, so daß diese gegenüber der Höhe des Fixsternhimmels unmerklich ist.

5. Alles, was an Bewegung am Fixsternhimmel sichtbar wird, ist nicht von sich aus so, sondern von der Erde aus gesehen. Die Erde also dreht sich mit den ihr anliegenden Elementen in täglicher Bewegung einmal ganz um ihre unveränderlichen Pole. Dabei bleibt der Fixsternhimmel unbeweglich als äußerster Himmel.

6. Alles, was uns bei der Sonne an Bewegungen sichtbar wird, entsteht nicht durch sie selbst, sondern durch die Erde und unseren Bahnkreis, mit dem wir uns um die Sonne drehen wie jeder andere Planet. Und so wird die Erde von mehrfachen Bewegungen dahin getragen.

7. Was bei den Wandelsternen als Rückgang und Vorrücken erscheint, ist nicht von sich aus so, sondern von der Erde aus gesehen. Ihre Bewegung also allein genügt für so viele verschiedenartige Erscheinungen am Himmel.“

Die ersten drei Grundsätze geben die Annahme eines gemeinsamen Kreismittelpunktes für die Beschreibung der Planetenumläufe, wie sie durch die Griechen Eudoxos und Kallippos gefordert wurde, zugunsten in Sonnennähe befindlicher Mittelpunkte auf. Die Annahme in Grundsatz Nummer vier erklärt, warum durch den jährlichen Erdumlauf am Sternenhimmel keine Veränderungen wahrzunehmen sind – zur damaligen Zeit war keine Sternparallaxe messbar. Die Grundsätze fünf bis sieben beziehen sich auf die durch die Erdbewegungen verursachten scheinbaren Bewegungen.
Die ersten drei Grundsätze geben die Annahme eines gemeinsamen Kreismittelpunktes für die Beschreibung der Planetenumläufe, wie sie durch die Griechen Eudoxos und Kallippos gefordert wurde, zugunsten in Sonnennähe befindlicher Mittelpunkte auf. Die Annahme in Grundsatz Nummer vier erklärt, warum durch den jährlichen Erdumlauf am Sternenhimmel keine Veränderungen wahrzunehmen sind – zur damaligen Zeit war keine Sternparallaxe messbar. Die Grundsätze fünf bis sieben beziehen sich auf die durch die Erdbewegungen verursachten scheinbaren Bewegungen.
Der sich anschließende Hauptteil besteht aus den folgenden sieben Abschnitten:
- De ordine orbium
Über die Anordnung der Bahnkreise
- De motibus, qui circa Solem apparent
Über die Bewegungen, die an der Sonne sichtbar werden
- Quod aequalitas motuum non ad aequinoctia, sed stellas fixas referatur
Dass die Gleichheit der Bewegungen nicht auf die Äquinoktien, sondern die Fixsterne bezogen werden muss
- De Luna
Über den Mond
- De tribus superioribus, Saturno, Iove et Marte
Über die drei Oberen: Saturn, Jupiter und Mars
- De Venere
Über die Venus
- De Mercurio
Über den Merkur

Darin behandelte Kopernikus zwei grundsätzliche Themenbereiche. In den ersten drei Abschnitten beschrieb er seine Ansichten über den Aufbau des Sonnensystems, insbesondere die Anordnung der Planetenbahnen und die Bewegungen der Erde. In den übrigen Abschnitten stellte Kopernikus die Grundzüge seiner Planetentheorie dar, ohne jedoch auf mathematische Details einzugehen. Diese arbeitete er erst in seinem 1543 erschienenen Hauptwerk De revolutionibus orbium coelestium aus.
In Über die Anordnung der Bahnkreise beschrieb Kopernikus den Aufbau des Himmelsgewölbes aus den einzelnen Sphären. Die am weitesten entfernte Sphäre ist unbeweglich und trägt den Fixsternhimmel. Sie umschließt alle anderen Sphären. Von außen nach innen folgen die Sphären mit Saturn, Jupiter, Mars, Erde und dem sie umkreisenden Mond, Venus sowie Merkur. Je weiter außen sich eine Planetensphäre befindet desto größer ist ihre Umlaufzeit. Im Abschnitt Über die Bewegungen, die an der Sonne sichtbar werden erläuterte Kopernikus die sich aus drei Bestandteilen zusammensetzende Bewegung der Erde:
1. Der jährliche Umlauf um die Sonne.
2. Die tägliche Rotation der Erde um ihre Achse.
3. Die durch die Bewegung der Erdachse bedingte Verschiebung des Frühlingspunktes.

Das Kapitel Dass die Gleichheit der Bewegungen nicht auf die Äquinoktien, sondern die Fixsterne bezogen werden muss begann Kopernikus mit einem Vergleich der von den Astronomen Hipparchos von Nicäa, al-Battānī, Claudius Ptolemaeus und Alfonso de Córdoba (1458?–?) bestimmten Länge des tropischen Jahres. Er führte die von ihnen ermittelten unterschiedlichen Jahreslängen auf Ungleichmäßigkeiten in der mit der Zeit stattfindenden Verschiebung der Äquinoktien zurück. Die Beschreibung der Gleichmäßigkeit der Dauer eines Erdumlaufes solle daher besser anhand der Messung von Fixsternpositionen vorgenommen werden, da die so ermittelte Umlaufzeit unabhängig von der Erdpräzession sei. Kopernikus belegte die Konstanz des so ermittelten siderischen Jahres damit, dass er selbst anhand des Sternes Spica im Sternbild Jungfrau eine Dauer von 365 Tagen, 6 Stunden und etwa 10 Minuten bestimmt habe, wie sie auch bereits im alten Ägypten gefunden worden sei. Er empfahl dieses Prinzip auch zur Bestimmung der Umlaufzeiten der Planeten anzuwenden.
Für die Abweichungen der beobachteten Planetenbewegung in Bezug auf eine angenommene gleichförmige Kreisbewegung der Planeten, die sogenannten Ungleichheiten, bot Kopernikus folgende Erklärungen. Die „Erste Ungleichheit“, d. h. die unterschiedlich schnelle Bewegung der Planeten auf verschiedenen Bahnabschnitten, erklärte Kopernikus durch zwei Epizykel, die sich auf der Deferentensphäre des jeweiligen Planeten bewegen. Der erste Epizykel rotiert dabei entgegengesetzt zur Deferentensphäre. Der zweite Epizykel, der sich auf dem ersten Epizykel bewegt, dreht sich in die gleiche Richtung wie die Deferentensphäre. In seinem Hauptwerk De revolutionibus orbium coelestium ersetzte Kopernikus diese doppelepizyklische Beschreibung durch eine mathematisch gleichwertige Beschreibung, bei der der Epizykel exzentrisch aus dem Mittelpunkt heraus verschoben ist. Die „Zweite Ungleichheit“, die sich darauf bezieht, dass Planeten Schleifenbewegungen vollführen, bei denen es zu Stillständen, Rückläufigkeiten und Helligkeitsschwankungen kommt, konnte Kopernikus zwanglos aus der Anordnung der Sphären und ihren Umdrehungsgeschwindigkeiten ableiten, bei denen der schnellere Planet den langsameren überholt. Für die Erklärung weiterer Beobachtungsergebnisse, etwa der Veränderung der ekliptikalen Breite eines Planeten, musste Kopernikus weitere gleichförmig rotierende Hilfskreise einführen.
Am Ende des Commentariolus fasste Kopernikus das Erreichte zusammen:

„Demnach bedarf die Merkur-Bahn einer Kombination von sieben Kreisen, Venus braucht derer fünf, die Erde drei und der um sie kreisende Mond vier, Mars, Jupiter und Saturn endlich je fünf. Also genügen überhaupt 34 Kreise, um den ganzen Bau der Welt, den ganzen Reigen-Tanz der Gestirne zu erklären!“

## Verbreitung

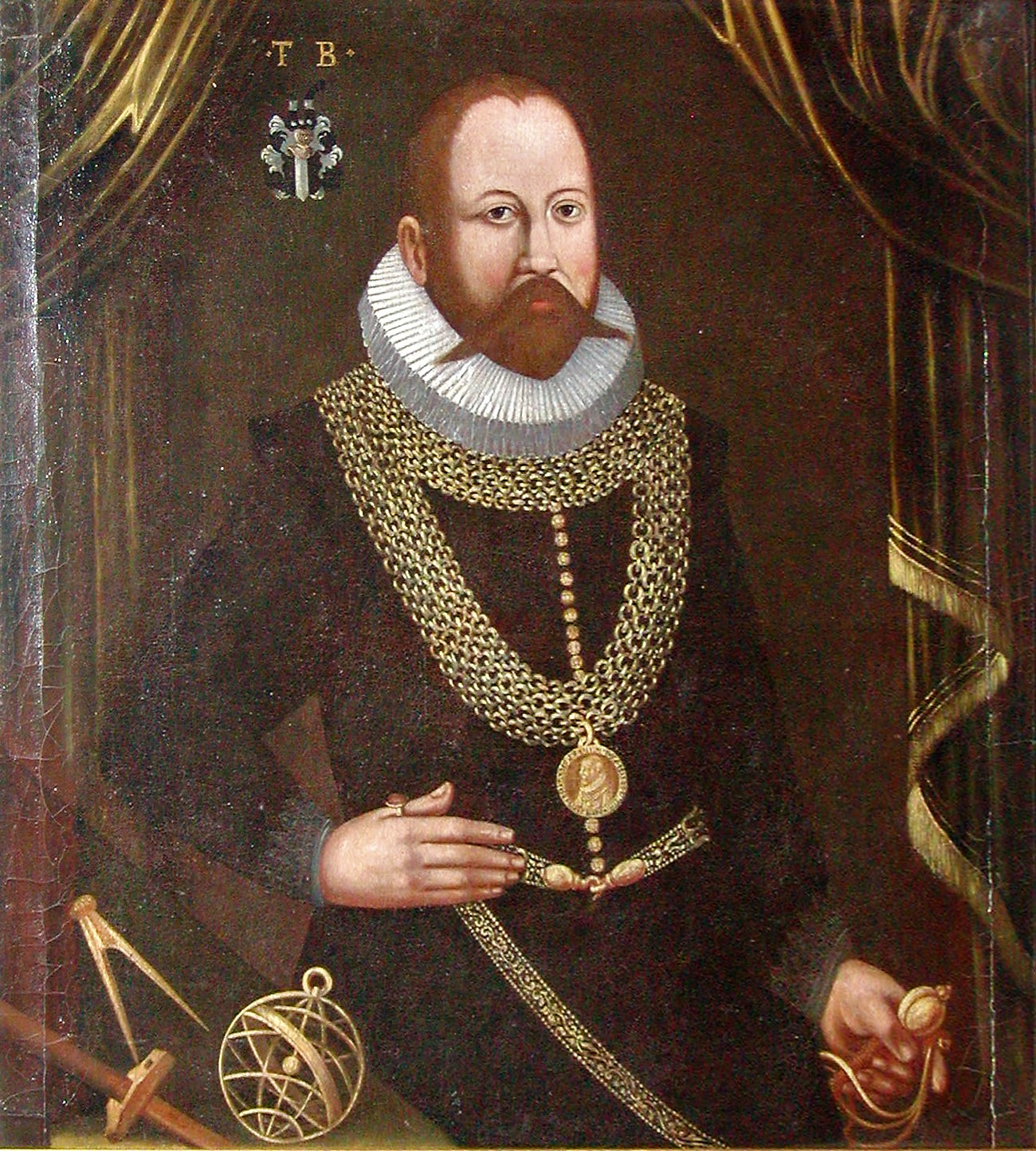
Der dänische Astronom Tycho Brahe sorgte für die Verbreitung des Commentariolus.

Über die Verbreitung des Commentariolus zu Kopernikus Lebzeiten und ihren Einfluss auf die zeitgenössische Astronomie ist nichts Gesichertes bekannt. Der Kopernikusforscher Owen Gingerich vertritt die Ansicht, dass Abschriften des Commentariolus unter einigen Vertrauten von Kopernikus zirkulierten. Die kursierenden Exemplare des Commentariolus haben möglicherweise dazu beigetragen, dass Kopernikus aufgefordert wurde, auf dem Fünften Laterankonzil seine Meinung zur anstehenden Kalenderreform zu äußern.
In Tycho Brahes 1602 veröffentlichtem Werk Astronomiae Instauratae Progymnasmata (deutsch: Einführung in die erneuerte Astronomie) befindet sich ein kurzer Hinweis auf den Commentariolus: „… oder man kann dies auch auf den Jahreskreis der Sonne beziehen in der Weise, wie dies ebenfalls Kopernikus getan hat in seiner kleinen Abhandlung über die von ihm aufgestellten Hypothesen. Diese schenkte mir als Handschrift seiner Zeit in Regensburg der hochgeschätzte Doktor Thaddeus Hagecius, der mir in enger dauernder Freundschaft verbunden ist. Ich selbst habe jene dann später einigen anderen deutschen Mathematikern mitgeteilt, was ich hier deshalb in Erinnerung bringe, damit die, in deren Hände dieses Schriftstück gekommen ist, wissen, woher es seinen Ausgang genommen hat.“ („… Copernicus in Tractatulo quodam de Hypothesibus a se constitutis, quem mihi Ratisbonae aliquando manuscriptum impertijt Clarissimus vir D. Thaddaeus Hagecius … ego vero eundem postea alijs quibusdam in Germania Mathematicis communicaui…“.)
Tycho Brahe erhielt seine Kopie 1575 als Geschenk von Thaddaeus Hagecius anlässlich der Krönungsfeierlichkeiten von Rudolf II. in Regensburg. Möglicherweise geht Hagecius’ Kopie auf Georg Joachim Rheticus zurück, da Rheticus diesem Teile seiner Bibliothek hinterließ. Als sich Longomontanus in Benátky nad Jizerou von Tycho Brahe verabschiedete, schenkte er seinem Freund Johannes Eriksen seine Kopie des Commentariolus. Diese gelangte schließlich mit Brahes Nachlass in die Wiener Hofbibliothek.
Eine der von Brahe angefertigten und nach Deutschland geschickten Kopien ging an Heinrich Brucaeus in Rostock, bei dem Brahe von 1566 bis 1568 studierte. In Rostock wurde 1585 Duncan Liddel immatrikuliert, der am 2. November 1585 seine Kopie des Commentariolus fertigstellte, die später in Aberdeen aufgefunden wurde. Obwohl das in Stockholm aufgefundene Exemplar Liddels Kopie ähnelt, ist bislang ungeklärt, wie es nach Stockholm gelangte.

## Datierung

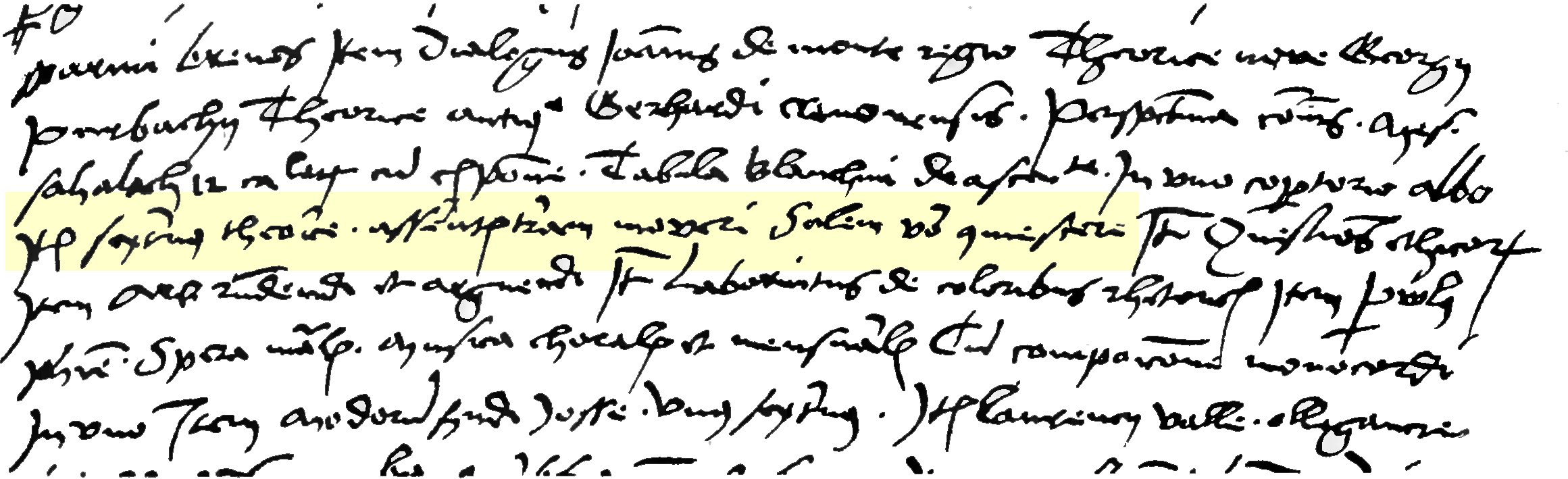
Auszug aus dem Bibliothekskatalog von Matthias von Miechow (1457–1523) vom 1. Mai 1514 mit dem Hinweis auf den Commentariolus: „Item sexternus theorice asserentis terram moveri, Solem vero quiescere“. („Ebenso ein Sexternus der Theorie, die besagt, dass die Erde sich bewegt, die Sonne aber ruhe.“)

Maximilian Curtze datiert den Commentariolus in seiner Veröffentlichung von 1878 auf den Anfang der 1530er Jahre. Anfang der 1920er Jahre konnte der Zeitpunkt durch den polnischen Kopernikus-Forscher Ludwik Antoni Birkenmajer (1855–1929) besser eingegrenzt werden. In der Krakauer Jagiellonen-Bibliothek fand er unter der Manuskript-Nummer 5572 ein Bibliotheksverzeichnis, das der Krakauer Geograf und Historiker Matthias von Miechow (1457–1523) am 1. Mai 1514 erstellt hatte. Darin schrieb Miechow: „Ebenso ein Sexternus der Theorie, die besagt, daß die Erde sich bewegt, die Sonne aber ruhe.“ („Item sexternus theorice asserentis terram moveri, Solem vero quiescere“.) Diese sechslagige Folioschrift (Sexternus) wird von der Forschung als Hinweis auf den Commentariolus gedeutet. Birkenmajer vermutete bei der Veröffentlichung seines Fundes im Jahr 1924, dass Kopernikus 1509 seinem Freund, dem Krakauer Kanon Bernard Wapowski, eine Kopie seines Commentariolus überließ und dieser die Kopie später an Matthias von Miechow weitergab.
Noel Swerdlow untersuchte 1973, ob sich der Commentariolus mittels dokumentierter astronomischer Beobachtungen von Kopernikus datieren ließe, musste dies jedoch verneinen. Der US-amerikanische Kopernikusforscher Edward Rosen (1906–1985), der kurz vor seinem Tod den dritten Band der von der Polnischen Akademie der Wissenschaften herausgegebenen Werke Kopernikus’ mit dessen „Kleineren Schriften“ ins Englische übersetzte, schlussfolgerte aus den vorliegenden Erkenntnissen, dass der Commentariolus frühestens in der zweiten Hälfte des Jahres 1508 und spätestens Anfang 1514 entstanden sei. Der deutsche Kopernikusbiograf und Mitarbeiter an der Nicolaus Copernicus Gesamtausgabe, der Philosoph Jürgen Hamel, sieht als Zeitraum für die Herausbildung der im Commentariolus niedergeschriebenen Ideen und die Niederschrift selbst die Zeit des Aufenthaltes von Kopernikus in Heilsberg von Anfang 1504 bis Mitte 1510 an. Martin Carrier nennt als wahrscheinlichsten Zeitpunkt das Ende von Kopernikus Lebensabschnitt in Heilsberg, also etwa 1509.

## Moderne Rezeption
Nach der Veröffentlichung des lateinischen Originaltextes des zweiten Manuskriptes veröffentlichte Maximilian Curtze 1882 einen Textvergleich der beiden bisher bekannten Manuskripte. Leopold Prowe nutzte diesen Textvergleich und beide Manuskripte 1884 für den im zweiten Band seiner Kopernikus-Biografie abgedruckten lateinischen Text. Die erste Übersetzung aus dem Lateinischen wurde 1899 von Adolf Müller in der Zeitschrift für die Geschichte und Alterthumskunde Ermlands publiziert. Von Edward Rosen stammte die erste englische Übersetzung, die 1937 zunächst in der Zeitschrift Osiris erschien und zwei Jahre später in seinem Buch Three Copernican Treatises erneut abgedruckt wurde. Mehrere unveränderte Nachdrucke dieser Übersetzung folgten. Eine zweite, auf den ursprünglichen Manuskripten beruhende, deutsche Übersetzung wurde 1948 von Fritz Rossmann angefertigt. Ein Nachdruck erschien 1966.
Noel Swerdlows englische Übersetzung von 1973 ist ausführlich kommentiert und mit zahlreichen erläuternden Abbildungen versehen. Eine kritische Ausgabe des lateinischen Textes verbunden mit einer neuen deutschen Übersetzung ist 2019 im vierten Band der Nicolaus Copernicus Gesamtausgabe erschienen. 

## Nachweise